# Rally (バンド)
rally（ラリー）は、2005年に結成された日本のロックバンド。

## 概要・略歴
BUCK-TICK20周年記念として作成されたオフィシャルトリビュートアルバム『PARADE〜RESPECTIVE TRACKS OF BUCK-TICK〜』に参加するため、GLAYのHISASHIの呼びかけにより結成されたバンド。
結果的に音源は一曲のみで、ライヴ出演も2007年9月8日に横浜のみなとみらいにて行われた、LIVE「BUCK-TICK FEST 2007～ON PARADE」のみとなっていて、その後の活動に関するアナウンスは無い。

## メンバー
- HISASHI / ギター （GLAY）
- ウエノコウジ / ベース （Radio Caroline[1] / 元・thee michelle gun elephant）
- MOTOKATSU MIYAGAMI / ドラムス （THE MAD CAPSULE MARKETS）
- TERU / ボーカル （GLAY）

## 作品

### 楽曲参加
- PARADE〜RESPECTIVE TRACKS OF BUCK-TICK〜
M-12 悪の華 / rally